# 미당시문학관
미당시문학관은 미당 서정주 시인의 고향이자 영면지인 전북특별자치도 고창군 부안읍 선운리 마을에 세워진 기념관이다. 20세기 한국의 대표적 시인인 미당 서정주의 문화적, 예술적 가치 향유를 통한 문화창달과 한국문학의 역사성과 우수성을 알리는 범세계적 시문학 순례지 조성을 목적으로 한다.

## 문학관 안내
- 위치: 전북특별자치도 고창군 부안면 선운리 진마(선운분교 폐교부지, 생가 일원)
- 시설: 전시실, 서재 재현실, 세미나실, 다용도실, 전망대 등

## 전시자료
미당 시화도자기. 화사집 원본. 운보 김기창 미당초상. 남정, 박노수, 국화옆에서 등 유품 5,000 여점 소장전시.

## 같이 보기
- 서정주
- 서정주 생가

## 참고 주소
- 서정주문학관